# مائورو راموس
مائورو راموس د الیویرا (به [Mauro Ramos de Oliviera] Error: {{Lang-xx}}: متن دارای نشانه‌گذاری ایتالیک است (راهنما)) که معمولاً با نام ماورو راموس شناخته می‌شود، (زادهٔ ۳۰ اوت ۱۹۳۰ در کالداس – درگذشتهٔ ۱۸ سپتامبر ۲۰۰۲ در کالداس) یک بازیکن فوتبال اهل برزیل و یک مدافع مرکزی فوتبال در باشگاه فوتبال سائوپائولو و تیم ملی فوتبال برزیل بود که در جام‌های جهانی ۱۹۵۴، ۱۹۵۸ و ۱۹۶۲ از بازیکنان تیم ملی فوتبال برزیل بود و قهرمانی در جام‌های جهانی ۱۹۵۸ و ۱۹۶۲ را با این تیم تجربه‌کرد.